# Alberto Valentini
Alberto Valentini (25 de novembro de 1938 - 24 de outubro de 2009) é um ex-futebolista chileno. Ele competiu na Copa do Mundo FIFA de 1966, sediada na Inglaterra.